# Candeias (Bahia)
Candeias is een gemeente in de Braziliaanse deelstaat Bahia. De gemeente telt 89.707 inwoners (schatting 2017).

## Aangrenzende gemeenten
De gemeente grenst aan Dias d'Ávila, Salvador, São Francisco do Conde, São Sebastião do Passé en Simões Filho.